# Hasselblad (kamera)

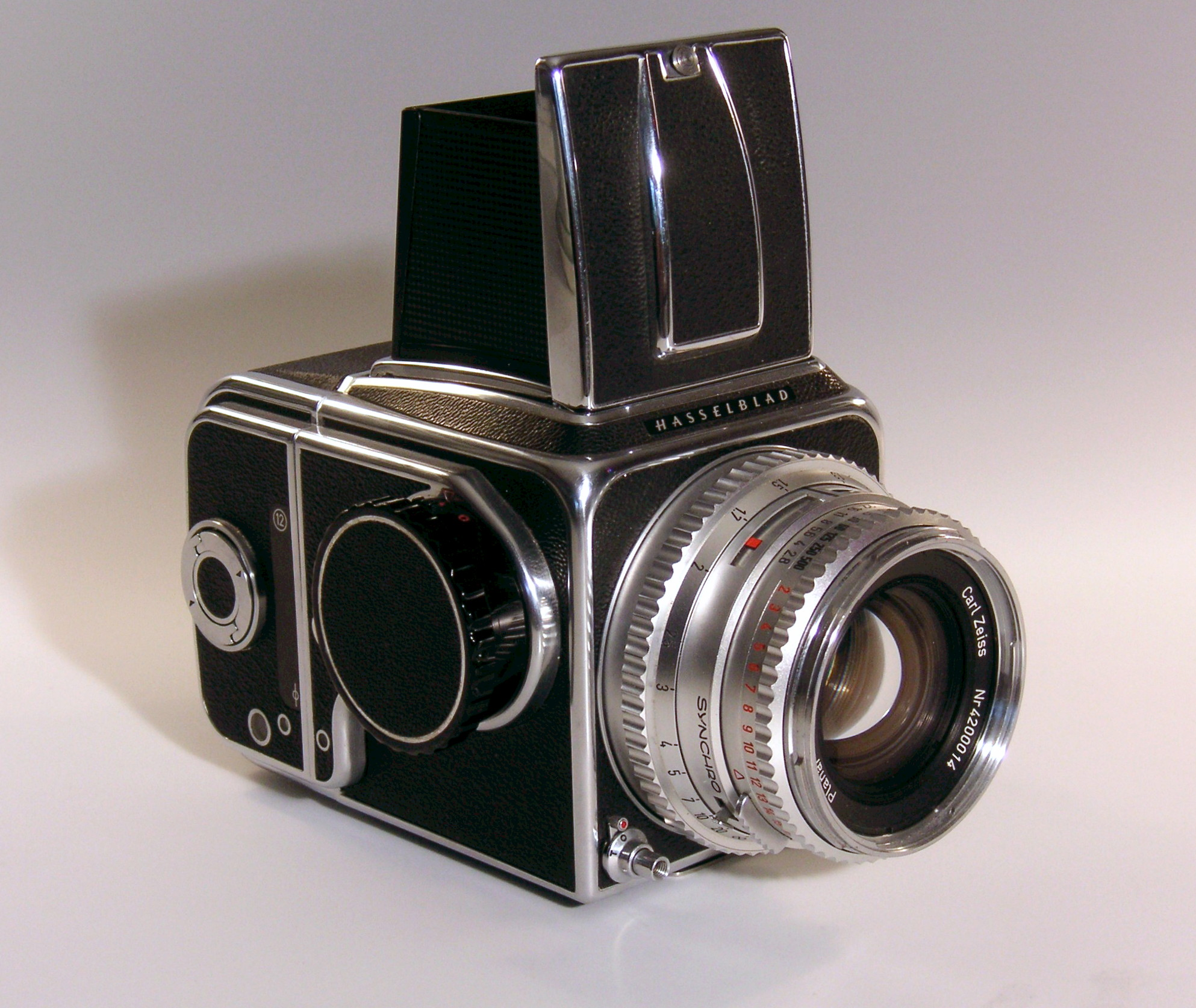
Hasselblad 500C

Hasselblad, HB eller hasselbladare är det vardagliga namnet på kameror gjorda av Victor Hasselblad AB (Hasselblad AB) i Sverige.

## Historik
Släkten Hasselblad har en historia inom fotografin sedan mitten av 1800-talet. Hasselblads egen kameratillverkning startade år 1941 efter en order från svenska krigsmakten på en flygspaningskamera. Den första kameran, "Flyghandkamera HK7", tillverkades i cirka 240 exemplar. 
Den kameratyp, som idag kallas Hasselblad, konstruerades av Victor Hasselblad och formgavs av Sixten Sason. Kameran är en så kallad mellanformatskamera och använder 120-film vilken i HB-kameran ger 6 x 6 cm negativ eller mindre. 

Företagets första civila kamera lanserades den 6 oktober 1948 av Victor Hasselblad på New York Athletic Club i New York, inför ett tjugotal av USA:s ledande fotoskribenter. Modellen hette "1600F" och var formgiven av Sixten Sason. Det var då världens första enögda spegelreflexkamera i mellanformat (6 x 6 cm) med utbytbara objektiv och magasin. Siffran 1600 syftar på kamerans snabbaste slutartid, 1/1600 sekund, och F står för Focal plane shutter, det vill säga ridåslutare. 

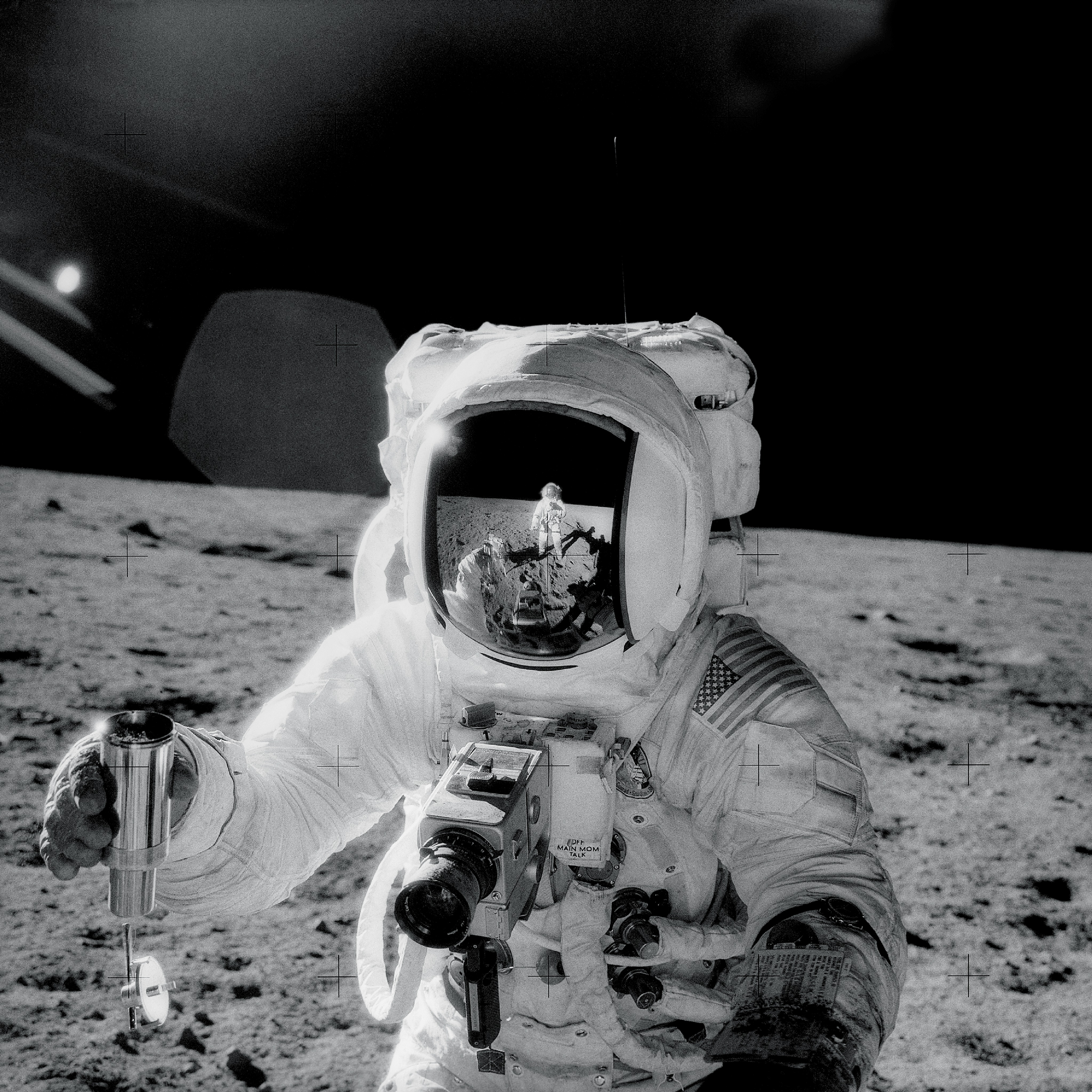
År 1962 utsåg den amerikanska rymdstyrelsen NASA Hasselbladskameran till sin officiella ”rymdkamera”

. Nästa modell introducerades 1952 och hette "1000 F". Utifrån denna modell utvecklades en vidvinkel-version Super-wide, med ett fast 38 mm objektiv. Nästa stora steg kom 1957 då modellen "500 C" lanserades. Igen står modellbeteckningen för minsta slutartid och slutartyp; 1/500 sekund och C står för Compur shutter, det vill säga centralslutare. De efterföljande åren introducerades en mängd modeller, alla inom det så kallade Hasselbladsystemet, vilket innebär att man fritt kan kombinera magasin, sökare, kamerahus och objektiv.
1962 utsåg den amerikanska rymdstyrelsen NASA Hasselbladskameran till sin officiella ”rymdkamera” och företagets kameror blev de första på månen. En av de specialanpassade Hasselbladkamerorna blev 1966 händelsevis Sveriges första satellit då astronauten Michael Collins tappade den under en rymdpromenad. Michael Collins beskriver händelsen i sina memoarer Carrying the Fire, an Astronauts Journeys.
Under 1990-talet låg Hasselblad långt framme i teknikutvecklingen av digitala kameror, men på grund av felaktiga strategiska satsningar från de skiftande ägarna tappade företaget försprånget. Hasselblad fusionerades i augusti 2004 med det danska företaget Imacon A/S. Imacon utvecklar och tillverkar produkter för digital fotografi, till exempel digitala bakstycken och scannrar. Fusionen innebar, att Hasselblad uteslutande fokuserade på digital fotografi, med produkter för professionellt bruk.

## Modeller

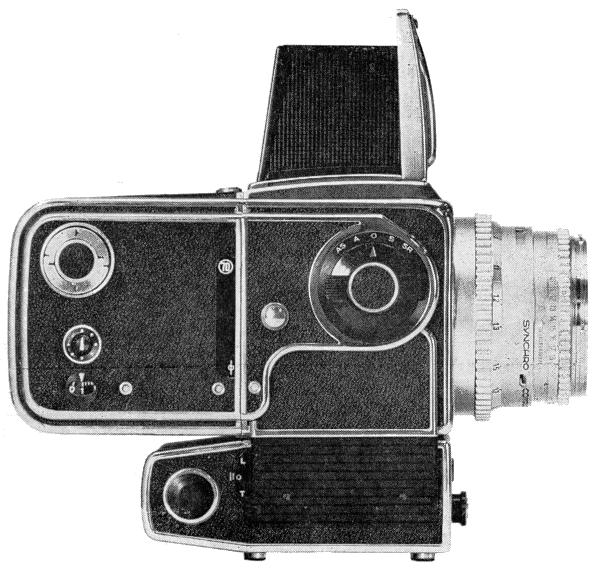
Hasselblad 500 EL

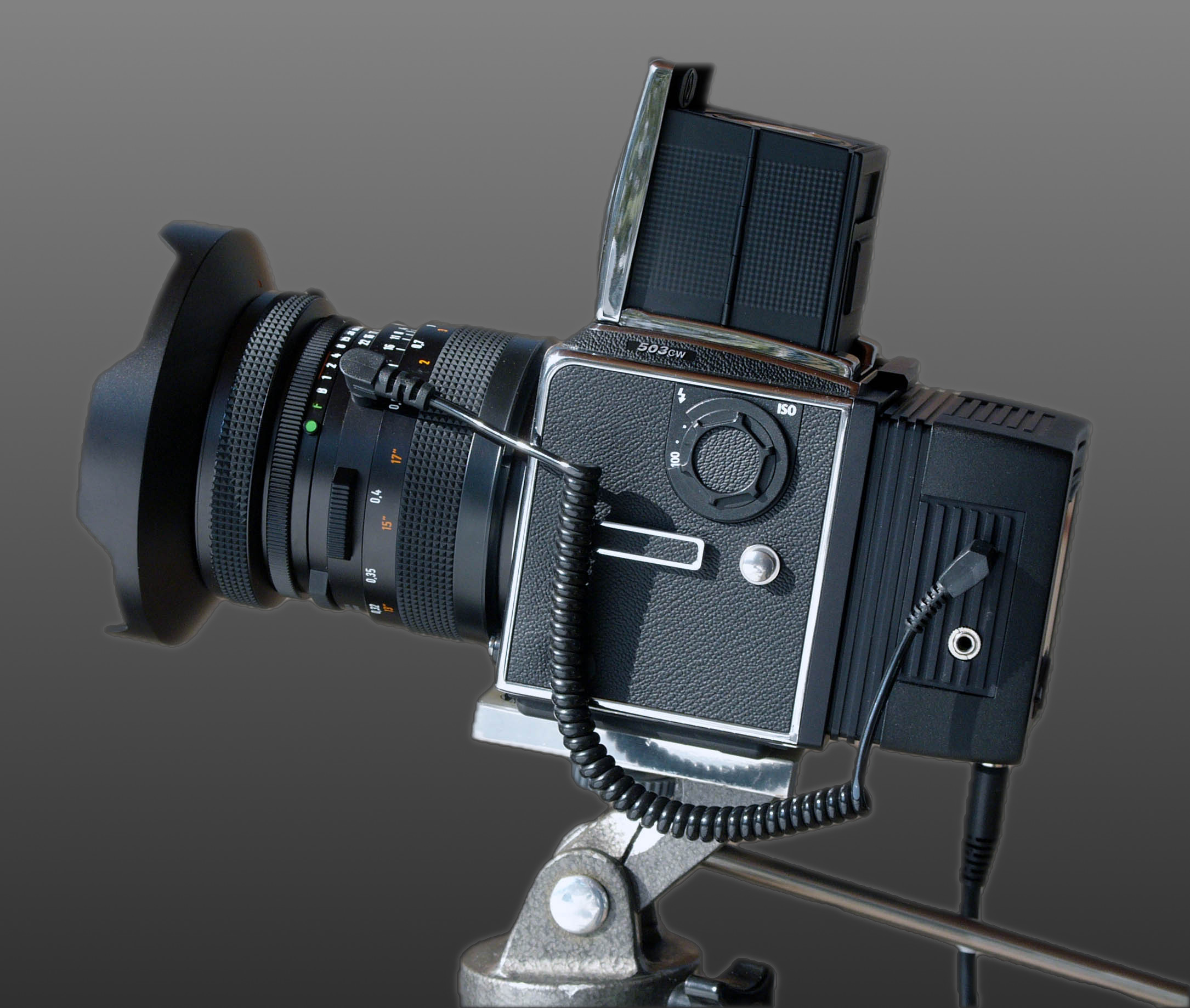
Hasselblad 503CW, Zeiss Distagon 3,5/30, Ixpress V96C

Grafisk tidslinje över utvecklingen Hasselbladskameror, 1950-2005.

- 1600F (1948–1952)
- 1000F (1952–1957)
- 500C (1957–1970)
- 500C/M (1970–1994)
- 501C (1994–1997)
- 500EL (1965–1970)
- 500EL/M (1970–1984)
- 500ELX (1984–1988)
- 2000FC (1977–1982)
- 2000FC/M (1982–1984)
- 2000FCW (1984–1988)

### 1600F
1600F var den första serietillverkade hasselbladskameran, tillverkad av Victor Hasselblad AB, Sverige 1948–1952. Kameran är en enögd mellanformats (6 x 6) spegelreflexkamera med Kodak Ektar 2.8/80 mm.

### V-systemet
Tillverkades mellan 1948 och 2013.

#### SWA (1954–1955)
SWA (Supreme Wide Angle) är en mellanformatskamera (6 x 6) som utvecklades på 1950-talet, och lanserades 1954. Kameran har utbytbart bakstycke och fast optik, Zeiss Biogon 4.5/38 mm, med 90 graders diagonal bildvinkel och 72 graders horisontal bildvinkel. Centralslutare Synchro Compur, B.1 – 1/500 sekunder (blixtsynk på alla tider). Närgränsen för fokus var 56 cm. Tillbehörssko med plats för sökare. Inbyggd libell. Hade separat vev. Producerades i liten serie. Serienummer 1.001–1.100

#### SW (1956–1957)
SW (Super Wide) var samma kamera som SWA men med fast vev för filmtransport och slutare. Serienummer 1.101–2.999

#### SWC (1958–1979)
SWC (Super Wide Camera) hade en helsynkroniserad Synchro-Compur-slutare och fast objektiv, Zeiss Biogon 1:4,5/38 mm, utan T * multicoating. Objektivet gjordes bara i silverfinish. Slutaren spändes automatiskt i samband med filmframmatningen. I kameran fanns också ett inbyggt vattenpass och självutlösare. SWC tillverkades i två serier med serienummer 3.000–15.417 och 141.000–142.111. Kameran fick en mindre mekanisk modifiering 1966.

#### SWC/M (1980–1988)
SWC/M (Super Wide Camera/Magazin) var en modifierad version av SWC som kom 1980. Magasin för Polaroidfilm kunde användas. Från 1982 blev kameran något kompaktare, fick en Prontorslutare och något annorlunda sökare. Serienummer från 142.112.

#### 903SWC (1989–2002)
903SWC hade förbättrade linser, bland annat för att reducera spökbilder och blänk.

#### 905SWC (2003–nutid)
905SWC var tvungen att ge upp vissa glastyper som innehöll bly, av miljöskäl.

### Xpan, Xpan II
Hasselblads enda kamera för småbildsfilm. Gjordes i två format. Standardformatet 24 x 36 och det unika 24 x 65 mm. Formaten kan skiftas fritt mellan exponeringar. Genomsiktssökare med kopplad manuell avståndsmätning, inbyggd ljusmätare och möjlighet till automatisk exponering med bländarförval. Utbytbar optik. Tre objektiv utvecklades; 4/45, 4/90 och 5.6/30 ASPH (62°/94° horisontell bildvinkel). Den senare med extern sökare och ofta använd med centrumgråfilter. Motoriserad filmtransport. Exponerad film spolas in i kassetten och skyddas. Kameran levererades med vattenpass.
Redan under 1970-talet hade det i företaget funnits planer och skisser på en småbildskamera. Xpan tillverkades från 1998 tillsammans med Fuji (TX-1 & TX-2). Ej i produktion.

### Kod för tillverkningsår
Tillverkningsåret på en Hasselbladkamera kan utläsas av kamerans serienummer. Det föregås av två bokstäver som anger året. För att skapa en nyckel för de två bokstäverna har man utgått från de tio bokstäverna i ordet "VHPICTURES" (Victor Hasselblad pictures). Bokstaven V betyder då 1, H=2, P=3, I=4 etc. Står det exempelvis TP före tillverkningsnumret är kameran tillverkad 1963 (T=6 och P=3).